# Ames v. Kovac
Ames v. Kovac is de vijfde aflevering van het dertiende seizoen van de televisieserie ER, die voor het eerst werd uitgezonden op 19 oktober 2006.

## Verhaal
Dr. Kovac wordt aangeklaagd voor een medische fout door Curtis Ames Hij kreeg een beroerte terwijl hij bij dr. Kovac onder behandeling was voor een longontsteking. Tijdens de rechtszaak proberen dr. Kovac en Ames de jury te overtuigen van hun gelijk. Dit gebeurt door middel van flashbacks. Tijdens de rechtszaak wordt duidelijk dat het systeem van de huidige gezondheidszorg niet optimaal werkt. Dr. Kovac maakt zich zorgen over de uitkomst van de zaak, voor de eventuele smartengeld en een aantekening in zijn dossier als hij schuldig bevonden wordt. 
Dr. Lockhart keert weer terug na haar zwangerschapsverlof. Zij moet accepteren dat haar leven nu veranderd is.
Dr. Pratt laat zijn haar knippen in een lokale kapsalo. Tijdens de gesprekken merkt hij op dat de lokale gezondheidszorg niet goed werkt. 

## Rolverdeling

### Hoofdrollen
- Goran Višnjić - Dr. Luka Kovac
- Maura Tierney - Dr. Abby Lockhart
- Mekhi Phifer - Dr. Gregory Pratt
- Sam Jones III - Chaz Pratt
- Parminder Nagra - Dr. Neela Rasgrota
- John Stamos - Dr. Tony Gates
- Shane West - Dr. Ray Barnett
- J.P. Manoux - Dr. Dustin Crenshaw
- Linda Cardellini - verpleegster Samantha Taggart
- Dominic Janes - Alex Taggart
- Laura Cerón - verpleegster Chuny Marquez
- Dinah Lenney - verpleegster Shirley
- Lyn Alicia Henderson - ambulancemedewerker Pamela Olbes
- Charlayne Woodard - Angela Gilliam
- Troy Evans - Frank Martin
- Glenn Plummer - Timmy Rawlins
- Malaya Rivera Drew - Katey Alvaro

### Gastrollen (selectie)
- Forest Whitaker - Curtis Ames
- Robbi Chong - Sonya Ames
- Rafael J. Noble - Smitty
- Gregory Wagrowski - Walton
- Maggie Wheeler - Amy Kellerman
- Harvey J. Alperin - Dr. Saunders
- June Angela - Mariko Shimane
- Michael J. London - rechter Lahn